# ASKA CONCERT TOUR 10＞＞11 FACES
『ASKA CONCERT TOUR 10>>11 FACES』（あすかこんさーとつあー 10>>11 ふぇいぜす）は、2011年6月1日に発売されたASKAの映像作品。映像作品はDVDに加え、ASKA初となるBlu-rayでも発売された。発売元はユニバーサルミュージック。

## 解説
2010年10月30日の川口総合文化センターリリアホールから、上海・マカオ公演を含む全26公演が開催されたコンサートツアーの中から、2011年1月26日に行われた日本武道館公演の模様を収録した作品である。
セルフカバー・アルバム、『君の知らない君の歌』・『12』の収録曲を中心とした構成となっている。

## 収録曲
1. MY Mr.LONELY HEART
作詞・作曲：ASKA
2. 晴天を誉めるなら夕暮れを待て
作詞・作曲：ASKA
3. L&R
作詞・作曲：ASKA
4. 天気予報の恋人
作詞・作曲：ASKA
5. めぐり逢い
作詞・作曲：ASKA
6. くぐりぬけて見れば
作詞・作曲：ASKA
7. 君の好きだった歌
作詞・作曲：ASKA
8. MIDNIGHT 2 CALL
作詞・作曲：ASKA
9. あなたが泣くことはない
作詞：ASKA・松井五郎　作曲：ASKA
10. Far Away
作詞・作曲：ASKA
11. 201号
作詞：ASKA　作曲：ASKA・西川進
12. 花は咲いたか
作詞・作曲：ASKA
13. 明け方の君
作詞・作曲：ASKA
14. パラシュートの部屋で
作詞・作曲：ASKA
15. UNI-VERSE
作詞・作曲：ASKA
16. C-46
作詞・作曲：ASKA
17. 同じ時代を
作詞・作曲：ASKA
18. あの鐘を鳴らすのはあなた
作詞：阿久悠　作曲：森田公一
和田アキ子のシングル曲のカバー。
コンサートでは、ここからアンコールとなった。
19. はじまりはいつも雨
作詞・作曲：ASKA
20. 恋人はワイン色
作詞・作曲：ASKA

## ASKA CONCERT TOUR 10>>11 FACES (アルバム)
『ASKA CONCERT TOUR 10>>11 FACES』（あすかこんさーとつあー 10>>11 ふぇいぜす）はASKAの配信限定ライブ・アルバム。

### 解説
コンサートツアー『ASKA CONCERT TOUR 10>>11 FACES』から2011年1月26日の日本武道館公演の模様を収録。iTunes Store限定配信。
ライブ音源の配信は、2008年11月に配信された『ASKA SYMPHONIC CONCERT TOUR 2008 "SCENE" at The Bay (Singapore)』以来となる。

#### 収録曲
| #   | タイトル                         | 作詞           | 作曲         |
| --- | -------------------------------- | -------------- | ------------ |
| 1.  | 「MY Mr.LONELY HEART」           | ASKA           | ASKA         |
| 2.  | 「晴天を誉めるなら夕暮れを待て」 | ASKA           | ASKA         |
| 3.  | 「L&R」                          | ASKA           | ASKA         |
| 4.  | 「天気予報の恋人」               | ASKA           | ASKA         |
| 5.  | 「めぐり逢い」                   | ASKA           | ASKA         |
| 6.  | 「くぐり抜けて見れば」           | ASKA           | ASKA         |
| 7.  | 「君の好きだった歌」             | ASKA           | ASKA         |
| 8.  | 「MIDNIGHT 2 CALL」              | ASKA           | ASKA         |
| 9.  | 「あなたが泣くことはない」       | ASKA、松井五郎 | ASKA         |
| 10. | 「Far Away」                     | ASKA           | ASKA         |
| 11. | 「201号」                        | ASKA           | ASKA、西川進 |
| 12. | 「花は咲いたか」                 | ASKA           | ASKA         |
| 13. | 「明け方の君」                   | ASKA           | ASKA         |
| 14. | 「パラシュートの部屋で」         | ASKA           | ASKA         |
| 15. | 「UNI-VERSE」                    | ASKA           | ASKA         |
| 16. | 「C-46」                         | ASKA           | ASKA         |
| 17. | 「同じ時代を」                   | ASKA           | ASKA         |
| 18. | 「あの鐘を鳴らすのはあなた」     | 阿久悠         | 森田公一     |
| 19. | 「はじまりはいつも雨」           | ASKA           | ASKA         |
| 20. | 「恋人はワイン色」               | ASKA           | ASKA         |